# Brunbröstad batis
Brunbröstad batis (Batis fratrum) är en fågel i familjen flikögon inom ordningen tättingar.

## Utseende och läte
Brunbröstad batis är en liten, knubbig och färgglad flugsnapparliknande fågel med ett unikt beigefärgat bröstband som gett den sitt namn. Könen skiljer sig där hanen har vitt vingband och ljus strupe, medan honan är beige på både vingband och strupe. Från hanen hörs upprepade och pipiga "weeeeooo" som honan svarar med ett kväkande och strävt "krej-krej-krjjer".

## Utbredning och systematik
Fågeln förekommer från södra Malawi till östra Zimbabwe, Moçambique och Natal. Den behandlas som monotypisk, det vill säga att den inte delas in i några underarter.

## Levnadssätt
Brunbröstad batis hittas i låglänta och kustnära skogar och skogsbryn. Den ses i par i undervegetationen och skogens mellersta skikt, där den rör sig aktivt på jakt efter insekter, ofta nära marken. Fågeln födosöker enstaka eller som en del av kringvandrande artblandade flockar.

## Status och hot
Arten har ett stort utbredningsområde, men tros minska i antal, dock inte tillräckligt kraftigt för att den ska betraktas som hotad. Internationella naturvårdsunionen IUCN listar arten som livskraftig (LC).

## Namn
Fågelns vetenskapliga artnamn hedrar bröderna Robert Blake (1848-?1905) och John Deverell Stewart Woodward (1849-?1905), engelska missionärer i Natal tillika naturforskare, upptäcktsresande och samlare av specimen. Tidigare kallades den woodwardbatis även på svenska, men justerades 2023 till ett enklare och mer informativt namn av BirdLife Sveriges taxonomikommitté.